# Pieter Smidt van Gelder
Pieter Smidt van Gelder (Wormerveer, 10 maart 1878 - Antwerpen, 11 december 1956) was een Nederlands papierfabrikant, kunstverzamelaar en mecenas. Dankzij een erfenis toen hij dertig was kon hij zich volledig toeleggen op kunst en reizen.

## Familie
Van Gelder was een lid van de Nederlandse familie van Gelder. Een voorvader van hem richtte in 1803 de firma Van Gelder, Schouten & Co op wat later zou worden de Vereenigde Koninklijke Papierfabrieken der firma Van Gelder Zonen. Van Gelder was directeur van deze papierfabrieken.
Van Gelder was een zoon van Pieter Smidt van Gelder (1851-1934), directeur van de Vereenigde Koninklijke Papierfabrieken der firma Van Gelder Zonen, en diens eerste vrouw Eva Catharine Prins (1854-1880). Hij trouwde in in 1912 met Elisabeth Cecilia Jacoba Dólleman (1879-1955), lid van het geslacht Dólleman. Uit dit huwelijk, dat in 1922 door echtscheiding werd ontbonden, werden geen kinderen geboren.

## Leven en werk
Toen Nederland op de wereldtentoonstelling van 1913 in Gent een collectie boeken wilde tentoonstellen liet hij er een bibliotheek voor bouwen, die hij vervolgens schonk aan de stad Gent. 
In 1935 en 1937 schonk hij verschillende schilderijen aan de Koninklijke Musea in Brussel waarop hij de eretekens Commandeur in de Kroonorde en Commandeur in de Leopoldsorde kreeg. In 1937 kocht Smidt van Gelder het Hotel Thijs aan de Belgiëlei in Antwerpen dat hij ombouwde tot privé-museum. 
In 1949 schonk hij zijn huis en collectie aan de stad Antwerpen, op voorwaarde dat hij tot zijn dood in het huis mocht blijven wonen. Op 11 maart 1950 opende het Museum Ridder Smidt van Gelder de deuren voor het publiek.
In 1949 werd hij genaturaliseerd tot Belg. In 1954 werd hij door Koning Boudewijn in de erfelijke adelstand verheven, met de persoonlijke titel van ridder.